# 화염 (희곡)

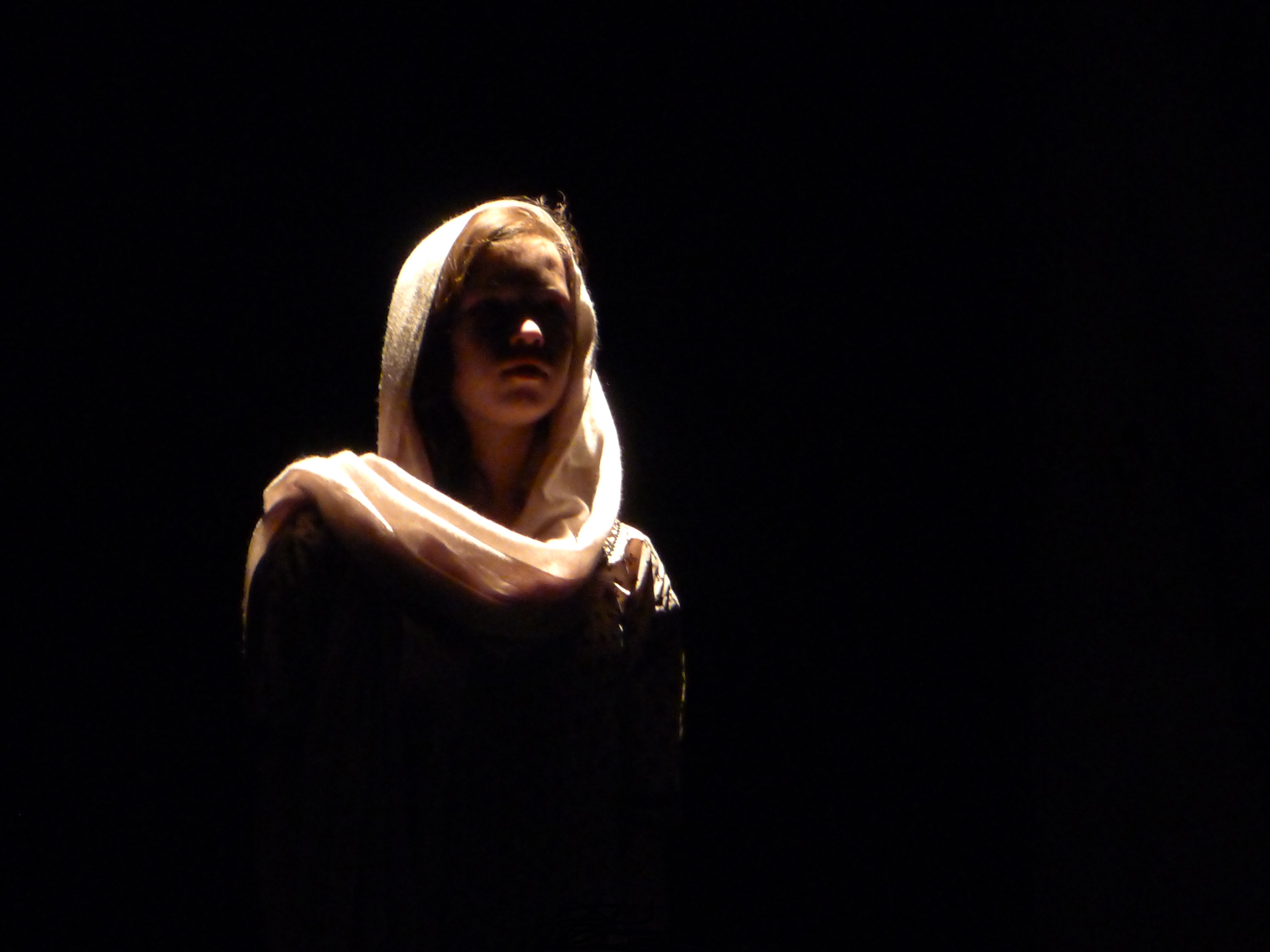

《화염》(Incendies)은 레바논 태생 퀘벡 작가인 와즈디 무아와드가 10여 년에 걸쳐 쓴 4부작 비극 중 두 번째 작품으로 2003년에 완성되었다.
1970∼1990년대 레바논 내전의 상처를 중심으로 전반적인 스토리가 전개되고 있으며, 비극적인 운명의 실타래를 풀어야 하는 한 가족의 뿌리와 정체성에 관한 질문으로 휴머니즘의 보편성에 대해 성찰하게 한다. 2010년 부산국제영화제에서 ‘그을린 사랑’이라는 제목으로 개봉해 화제를 불러일으켰으며, 2012년에는 원작인 연극으로도 한국에 소개되었다.

## 배경
이 작품은 와즈디 무아와드가 레바논계 캐나다 사진작가 조제 랑베르로부터 내전 당시 레지스탕스로 활동했던 소하 베차라 이야기를 듣는 데서 출발한다. 이후 무아와드는 란다 샤할 사바그가 그녀의 경험담을 바탕으로 제작한 다큐멘터리 영화를 보며 부분적인 영감을 받아 참혹한 내전을 겪은 한 여인의 굴곡진 삶을 구상한다. 베차라는 1988년 남부 레바논의 기독교 민병대 지도자 앙투안 라하드를 암살하려고 시도했던 여전사 같은 인물이다. 그녀는 결국 남부 레바논군(ALS)에 의해 10년 동안 지하 감옥에 투옥되는데, 그중 6년 가까운 세월을 독방에서 보낸다. 키암이라 불리는 이곳은 프랑스 병영지로 사용됐던 곳으로, 이스라엘군에 병합되면서 수많은 희생자를 만들어 낸 피의 현장이기도 하다. 이렇듯 베차라의 증언과 일련의 시련이 수많은 이들의 심금을 울렸고, 무아와드에게도 영향을 미쳐 <화염> 속 인물들의 모티브가 되었다.
쌍둥이 남매 잔느와 시몽은 낯선 공증인으로부터 어머니가 남긴 유언을 전해 듣는다. 아버지와 이들의 또 다른 형제를 찾아 편지를 전해 달라는 내용이다. 지금껏 존재 여부도 몰랐던 아버지와 형제를 찾기 위해 어머니의 과거를 파헤치며 가족사에 얽힌 비밀을 하나씩 풀어 나가던 잔느와 시몽은 충격적인 사실과 마주하게 된다.
한국에는 2010년 부산국제영화제에서 ‘그을린 사랑’이라는 제목의 영화로 소개되어 최고의 화제작으로 떠올랐다. 이후 원작인 연극으로도 소개되었다.